# 白顶林鵙属
白顶林鵙属（学名：Eurocephalus）是雀形目伯劳科下的一个小属。其下只有两个物种：
- 白腰林鵙，
- 白顶林鵙，